# 富亨 (選區)
富亨（英語：Fu Heng），代號P05）是香港大埔區議會下轄的選區，1994年設立，2023年取消，末任區議員為獨立民主派人士何偉霖。

## 範圍
選區位於大埔新市鎮北部，包括富亨邨除亨泰樓以外的所有樓宇，投票站曾設於富亨鄰里社區中心，2019年區議會選舉的投票站則設於阮鄭夢芹銀禧小學。

## 沿革
1992年港督彭定康推行政改方案改革區議會，取消所有委任議席及雙議席選區制度，全面實行單議席單票制，並改由選區分界及選舉事務委員會制定，區議會選區數目亦隨人口變動而大幅增加，富亨選區是當時新增的選區之一，以容納1990年入伙的富亨邨。基於鄰近的頌汀選區人口不足，亨泰樓劃入該選區，形成一邨兩區的局面。
1994年區議會選舉，當時得到港同盟匯點支持的張榮輝以1,803票打敗民建聯霍志英的762票而當選。選後港同盟匯點合併成立民主黨，張氏亦為創黨成員。 
1999年區議會選舉，張榮輝以六成得票的2,426票打敗民主建港聯盟江國平的1,341票而連任。
2003年區議會選舉，連任兩屆的張榮輝退休，交由同屬民主黨的易健卿參選，對上民建聯成員王秋北及自由黨袁潔貞，最終易健卿以128票之差險勝王秋北（1,590票對1,462票），而袁潔貞得到765票。
2007年區議會選舉，易健卿未有參選，泛民陣營由公民黨成員伍展邦代表，面對上次參選的民建聯王秋北及自由黨袁潔貞，與其他區受七一效應消散而投票人數下跌相反，王秋北以2,053票當選，勝過伍展邦的1,736票及袁潔貞的543票。
2011年區議會選舉，當時人口估算約16,532人，其中有11,075位選民，議席由民主黨成員任萬全，民建聯成員王秋北爭奪，最終，王秋北以54票之差險勝任萬全。
2015年中富亨邨屋苑財務狀況混亂，以致維修基金虧蝕，引起居民懷疑有人繞過居民大會決議，將基金擅自「派街坊」。 因王秋北牽涉於法團當中，故對其選情有一定影響。同年10月，王秋北被揭發於2013年7月至2014年1月期間，涉嫌聯同中國民族歌舞協進會的主席游麗娟及秘書楊秀芳，舉辦「祖國昌盛－聚首一堂」歌舞表演，以假收據向政府申請撥款，騙取最少1,840元作協會儲備，遭廉政公署起訴串謀盜竊，三人於2016年3月14日承認一項串謀盜竊罪，獲准保釋至同月29日判刑。
2015年區議會選舉，當時人口估算約16 576人，其中有11,409位選民，議席由創新大埔成員任萬全，民建聯王秋北再度爭奪。因王秋北受到官司及法團醜聞困擾影響選情，最終任萬全以超過七成得票壓倒性擊敗王秋北，首度當選。
2019年區議會選舉，任萬全與其他大埔區議會民主派區議員及地區人士合組「大埔民主聯盟」，並以該組織成員身份競逐連任；而建制派則派出民建聯成員胡綽謙挑戰（胡上屆曾參選西貢區議會環保南選區）。另外邨內部份支持民主派的居民及互助委員會等團體，不滿任於在任期間的表現，包括經常未能處理街坊求助，對區內事務參與極少等，遂推舉獨立民主派人士何偉霖出戰此選區。
最終由何以約3,400多票，逾四成的得票率，擊敗任及胡當選。至於任則只獲得約兩成六的得票率，得票數目約2,100多票，得票數目及得票率不但比上屆少近1,500票之餘，更顯著地被建制派所獲得的2,700票（約三成二得票率）拋離；任更因此成為是次選舉中唯一一名競逐連任失敗的民主派候選人。

## 歷屆議員
| 屆別           | 議員   | 政治聯繫 | 政治聯繫                |
| -------------- | ------ | -------- | ----------------------- |
| 1994年－1999年 | 張榮輝 |          | 民主黨                  |
| 2000年－2003年 | 張榮輝 |          | 民主黨                  |
| 2004年－2007年 | 易健卿 |          | 民主黨                  |
| 2008年－2011年 | 王秋北 |          | 民建聯                  |
| 2012年－2015年 | 王秋北 |          | 民建聯                  |
| 2016年－2019年 | 任萬全 |          | 創新大埔 → 大埔民主聯盟 |
| 2020年－2023年 | 何偉霖 |          | 無黨籍                  |

## 歷屆選舉結果
| 政党   | 政党         | 候选人    | 票数  | %     | ±      |
| ------ | ------------ | --------- | ----- | ----- | ------ |
|        | 大埔民主聯盟 | ①. 任萬全 | 2,161 | 26.05 | ▼46.34 |
|        | 民建聯       | ②. 胡綽謙 | 2,700 | 32.55 | ▲4.94  |
|        | 獨立         | ③. 何偉霖 | 3,435 | 41.41 | 不適用 |
| 多数票 | 多数票       | 多数票    | 735   | 8.86  | 不適用 |

| 政党   | 政党     | 候选人    | 票数  | %     | ±      |
| ------ | -------- | --------- | ----- | ----- | ------ |
|        | 民建聯   | ①. 王秋北 | 1,417 | 27.61 | ▼23.07 |
|        | 創新大埔 | ②. 任萬全 | 3,716 | 72.39 | ▲23.07 |
| 多数票 | 多数票   | 多数票    | 2,299 | 44.78 | ▲43.42 |

| 政党   | 政党   | 候选人    | 票数  | %     | ±      |
| ------ | ------ | --------- | ----- | ----- | ------ |
|        | 民主黨 | ①. 任萬全 | 1,966 | 49.32 | 不適用 |
|        | 民建聯 | ②. 王秋北 | 2,020 | 50.68 | ▲3.29  |
| 多数票 | 多数票 | 多数票    | 54    | 1.36  | ▼5.96  |

| 政党   | 政党   | 候选人    | 票数  | %     | ±      |
| ------ | ------ | --------- | ----- | ----- | ------ |
|        | 自由黨 | ①. 袁潔貞 | 543   | 12.54 | ▼7.50  |
|        | 公民黨 | ②. 伍展邦 | 1,736 | 40.07 | 不適用 |
|        | 民建聯 | ③. 王秋北 | 2,053 | 47.39 | ▲9.09  |
| 多数票 | 多数票 | 多数票    | 317   | 7.32  | ▲3.96  |

| 政党   | 政党   | 候选人    | 票数  | %     | ±      |
| ------ | ------ | --------- | ----- | ----- | ------ |
|        | 自由黨 | ①. 袁潔貞 | 765   | 20.04 | 不適用 |
|        | 民建聯 | ②. 王秋北 | 1,462 | 38.30 | ▲2.70  |
|        | 民主黨 | ③. 易健卿 | 1,590 | 41.66 | 不適用 |
| 多数票 | 多数票 | 多数票    | 128   | 3.36  | ▼25.44 |

| 政党   | 政党   | 候选人    | 票数  | %     | ±      |
| ------ | ------ | --------- | ----- | ----- | ------ |
|        | 民建聯 | ①. 江國平 | 1,341 | 35.60 | ▲5.89  |
|        | 民主黨 | ②. 張榮輝 | 2,426 | 64.40 | ▼5.89  |
| 多数票 | 多数票 | 多数票    | 1,085 | 28.80 | ▼11.78 |

| 政党   | 政党   | 候选人    | 票数  | %     | ±      |
| ------ | ------ | --------- | ----- | ----- | ------ |
|        | 民主黨 | ①. 張榮輝 | 1,803 | 70.29 | 不適用 |
|        | 民建聯 | ②. 霍志英 | 762   | 29.71 | 不適用 |
| 多数票 | 多数票 | 多数票    | 1,041 | 40.58 | 不適用 |